# Rack szekrény
A rack szekrények az informatikai és telekommunikációs berendezések, valamint a kábelezési termékek tárolására és rendszerezésére szolgáló, jellemzően fémből készült, zárható szekrények. 
Léteznek álló és fali kivitelű változatok, méretük pedig eltérő lehet mind szélesség, mind magasság tekintetében. Az ajtókat és az oldallapokat tekintve vannak üvegajtós, perforált vagy teli fém kivitelek is. A falra szerelhető típusoknál találkozhatunk falról lenyíló változatokkal, melyek a telepítést követő bővítések és karbantartások során jelenthetnek könnyebbséget.

## Gyártók
- LENOVO
- Excel-Networking
- Canovate Group
- Cisco
- Orion
- Tripp Lite
- Norco
- APC
- StarTech.com
- IBM